# Camponotus nepos
Camponotus nepos é uma espécie de inseto do gênero Camponotus, pertencente à família Formicidae.